# Bagatelle

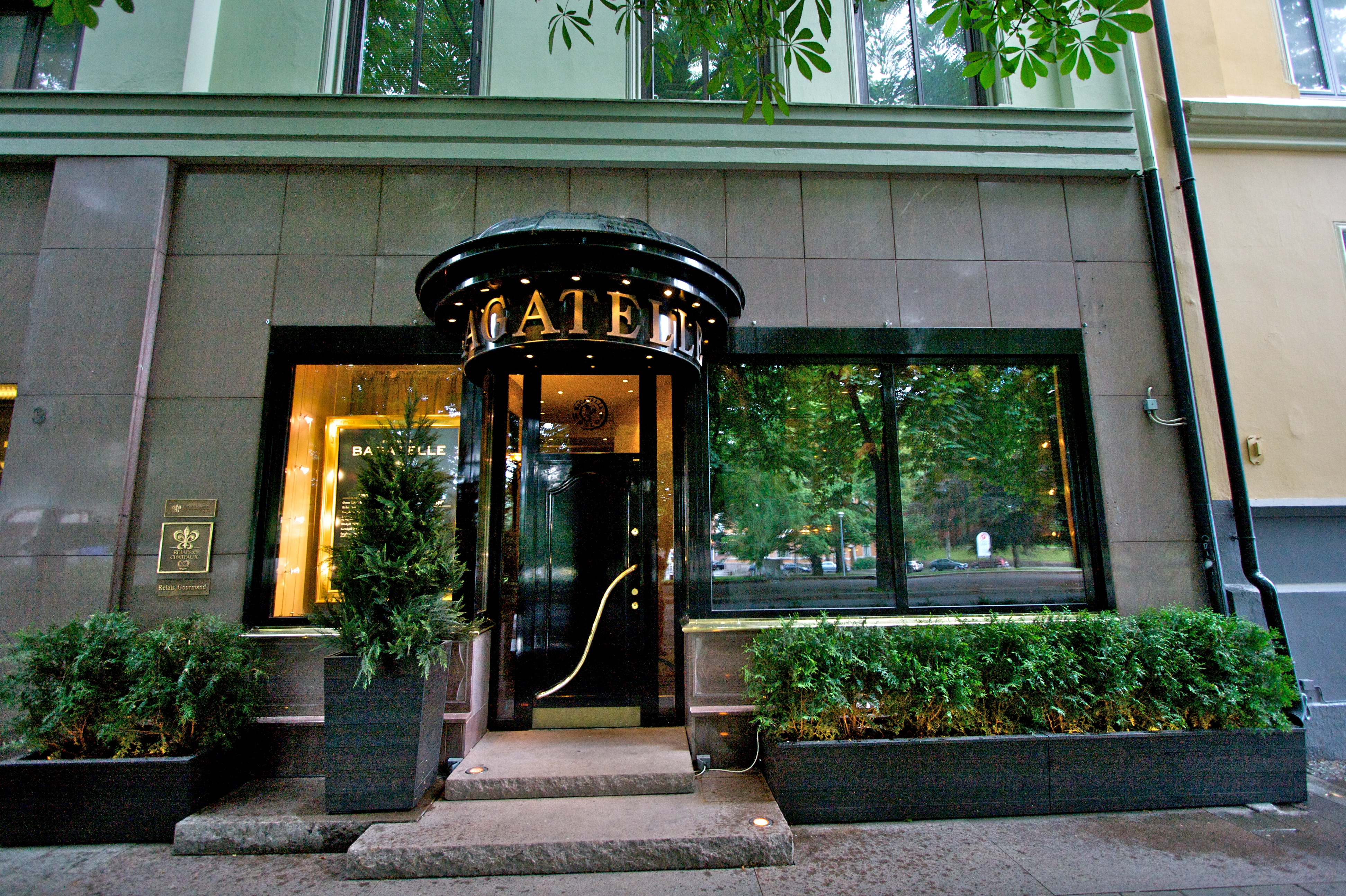
Bagatelles entré på Bygdøy allé 3 på Frogner.

Bagatelle var en gourmetrestaurang i Oslo på Bygdøy allé. Den hade som mest två stjärnor i Guide Michelin, och var den första norska restaurangen som fick två stjärnor. 1986 fick Bagatelle sin första Michelinstjärna, och 1992 tillkom den andra. 2008 blev man av med den andra stjärnan, men återfick den 2009.
I september 2014 stängdes restaurangen efter att ha kämpat med dålig ekonomi under några år.

## Historia
Restaurangen hade letts sedan 1982 av Eyvind Hellstrøm och ägs till 95 % av Christen Sveaas genom bolaget AS Holding. I december 2009 lämnade Hellstrøm in sin avskedsansökan efter en långvarig konflikt med huvudägaren, och 21 december 2009 stängde restaurangen, även om Sveaas vid stängningstillfället hyste förhoppningar om att öppna igen under 2010. I 2010 års utgåva av Michelinguiden var därför Bagatelle struken. Restaurangen öppnades åter först i januari 2011 och i 2012 års upplaga av Guide Michelin fick den en stjärna. Ny kökschef blev svensken Daniel Höglander, som tidigare arbetat på bland annat Esperanto i Stockholm.
Bagatelle var medlem i Les Grandes Tables du Monde.